# 1670 en France
Chronologie de la France
- 1666
- 1667
- 1668
- 1669
- 1670
- 1671
- 1672
- 1673
- 1674

Cette page concerne l’année 1670 du calendrier grégorien.

## Événements
- 2 janvier : achevé d’imprimer de la première édition des Pensées de Pascal[1].
- 22 janvier : l’arrestation fortuite de Joan Miquel Mestre, dit l’Hereu Just, par le gouverneur de Prats de Molló et sa libération forcée par Josep de la Trinxeria relancent le soulèvement des Angelets en Vallespir[2].

- 24 février : ordonnance constituant le fonds des Invalides. La construction de l’Hôtel des Invalides est confiée à Libéral Bruant. En attendant, Louvois loue une maison rue du Cherche-Midi qui accueille les premiers invalides à partir du 1er octobre[3].

- 26 mars : organisation des corps d'infanterie de l'armée française en rappelant les rangs des 50 régiments permanents d'infanterie.
- 31 mars : naissance du duc du Maine fils illégitime de Louis XIV et de la marquise de Montespan[4].

- 30 avril-25 juillet : soulèvement anti-fiscal en Vivarais. Barthélemy Casse, de Béziers, commis des fermes venu percevoir le droit de deux écus pour chaque cheval de louage, est lapidé à Aubenas, sur la rumeur de la levée d’un nouvel impôt par tête (30 avril). Bancatte, chef des émeutiers, est emprisonné, puis délivré le lendemain par des manifestantes ; le soulèvement gagne tout le Vivarais (Joyeuse est pillée le 12 mai). Jean-Antoine du Roure, gentilhomme de Lachapelle, prend malgré lui la tête de l’insurrection le 14 mai et marche sur Aubenas. Il prend le contrôle de la région environnante. Vers la fin de juillet, des troupes royales du marquis de Castries sont envoyées pour réprimer la rébellion. Roure, battu à Lavilledieu le 25 juillet, est condamné à mort le 21 août[5].

- 5 mai : les Angelets sont défaits au col de la Regina dans une bataille rangée contre une armée de 4 000 soldats royaux venue du Conflent ; les meneurs Joan Miquel Mestre et Josep de la Trinxeria s’enfuient en Espagne[6].

- 1er juin : traité de Douvres signé secrètement entre Louis XIV et Charles II d’Angleterre : il engage le roi d’Angleterre à se convertir au catholicisme, à suivre Louis dans sa guerre contre les Provinces-Unies et à soutenir ses droits éventuels à la couronne d’Espagne en échange d’une aide financière et militaire. Il est renouvelé à Londres le 31 décembre[7].
- 7 juin : le conseil d’État ordonne la transformation des fortifications en boulevard planté d’arbres de la Bastille à la Porte Saint-Denis[8].
- 30 juin :
  - création de la compagnie du Levant[9].
  - mort de Madame, belle-sœur de Louis XIV, assistée dans ces derniers instants par Bossuet[10].
- Juin : l’Hôpital des Enfants-Trouvés est rattaché à l’Hôpital général de Paris[11].

- 13 juillet : la presse, embarquement forcé de matelots raflés dans les ports pour la flotte de guerre, est remplacée par le système des classes : tous les marins et pêcheurs des côtes du royaume sont inscrits et répartis en trois ou quatre classes qui doivent servir à tour de rôle sur les vaisseaux du roi[12].

- 26 août :
  - Le Parlement de Paris enregistre l’ordonnance de procédure criminelle complétant le code de procédure de 1667. Elle entre en vigueur le 1er janvier 1671[13]. Les « poursuites contre les sorciers » sont éliminées du système judiciaire.
  - prise de Nancy par les troupes françaises du maréchal de Créquy, suivie par les capitulations  d’Épinal (28 septembre), de Châtel et de Longwy (14 octobre)[14]. La France occupe le duché de Lorraine jusqu’en 1697[12].

- 5 septembre : Bossuet devient précepteur du Dauphin Louis de France (fin en 1681)[10].
- 21 septembre : Mgr Le Tellier, coadjuteur de Reims, consacre Jacques Bénigne Bossuet comme évêque de Condom, en l’église des Cordeliers à Pontoise devant l’assemblée générale du clergé de France. Le 31 octobre 1671, il se démet de l’évêché de Condom et le roi lui donne le prieuré du Plessis-Grimoult en compensation le 25 novembre 1671[10].

- 14 octobre : représentation du Bourgeois gentilhomme de Molière à l’occasion de grandes fêtes données au château de Chambord[9].

- 13 novembre : l’assemblée du clergé réunie à Pontoise accorde au roi un « don gratuit » de 2,2 millions de livres en échange de mesures énergiques à l’encontre des protestants[15].

- 19 décembre : une ambassade du roi d’Ardra (Allada, Bénin actuel) Toxonu est reçue aux Tuileries par le roi Louis XIV[16]. L'ambassadeur, Mateo Lopez est chargé d'établir des relations commerciales au détriment de Ouidah[17]. Sa suite fait impression : « Un spectacle si nouveau à la Cour de France, divertit beaucoup dans le commencement par sa singularité ; mais on ne tarde pas à être convaincu que les Noirs ne diffèrent des Blancs que par la couleur, qu'ils sont des hommes comme nous, et que l'esprit ne leur manque pas. »[18].

- Décembre : Louis Bourdaloue prêche l’Avent à la cour et connait un grand succès[12].